# 8527 Katayama
A 8527 Katayama (ideiglenes jelöléssel 1992 SV12) a Naprendszer kisbolygóövében található aszteroida. Endate Kin és Vatanabe Kazuró fedezte fel 1992. szeptember 28-án.